# 紀元前139年
紀元前139年（きげんぜん139ねん）は、ローマ暦の年である。

## 他の紀年法
- 干支 : 壬寅
- 日本
  - 開化天皇19年
  - 皇紀522年
- 中国
  - 前漢 : 建元2年
- 朝鮮
  - 檀紀2195年
- 仏滅紀元 : 406年
- ユダヤ暦 : 3622年 - 3623年

## できごと

### 中国
- 建元2年、前漢の皇帝武帝は、匈奴を挟撃するため、張騫率いる使節団を西域の大月氏国へ派遣した。

### ローマ
- 反乱の首謀者のウィリアトゥスが暗殺され、ルシタニア戦争が終結した。

### 天文学
- ヒッパルコスが、極めて正確に朔望月の長さを決定した。

## 死去
- ウィリアトゥス